# Gammelby, Sala kommun
Gammelby är en by i Möklinta distrikt (Möklinta socken) i Sala kommun, Västmanlands län (Västmanland). Byn ligger nära vägskälet där Länsväg 834 och Länsväg 835 korsar varandra, cirka sex kilometer åt nordöst från tätorten Möklinta.
Söder om byn finns en sjö som heter Gammelbysjön.